# Bükkszentkereszt
Bükkszentkereszt (1940-ig Újhuta, szlovákul Nová Huta) község Borsod-Abaúj-Zemplén vármegye Miskolci járásában, Miskolctól 20 kilométerre nyugatra, a Bükk-vidék területén fekszik.

## Földrajz
600 méteres tengerszint feletti magasságával az ország második legmagasabban fekvő települése. A hegyekkel körbezárt völgykatlanban épült faluban és környékén a hóréteg vastagsága január–februárban rendszeresen eléri a 30–40 centimétert. Bükkszentkereszthez tartozik Hollóstető.
Éghajlat: 600 méteres fekvése ellenére az időjárás kiegyensúlyozott, nincs érezhetően hidegebb, mint az alacsonyabban fekvő településeken. A hegyek – amik körbezárják a falut – az erős szelektől is védik a települést, valamint a köd is ritkább, mint Miskolcon. Időjárás szempontjából a november, december, január, február hideg, a többi hónapban pedig egyenletesen kellemes a levegő.
Az éves átlagcsapadék országos viszonylatban is magas, 820 mm körül van. A legcsapadékosabb hónap a június.

### Környező települések
Bükkszentlászló (7 km), Répáshuta (11 km), Lillafüred 10 km. A legközelebbi város: Miskolc (17 km).

### Megközelítése
Közúton a Miskolcról Felnémetre vezető 2505-ös útról Hollóstetőnél dél felé leágazó bekötőúton (2519-es út) közelíthető meg, ezen érhető el Miskolc déli része felől is. Cserépfaluval a 2511-es út köti össze, de annak az útnak jelentős szakaszai szilárd burkolat nélküli erdei útként húzódnak.
Autóbusszal az 1383-as és 3755-ös járatokkal érhetjük el a települést.

### Élővilága
A falu környékének növényritkaságai:
- fekete áfonya,
- kockás kotuliliom,
- turbánliliom,
- szártalan bábakalács.

Madárvilága igen gazdag; különlegessége a süvöltő, valamint a telente erre vonuló fenyőrigók és csonttollúak.

## Története

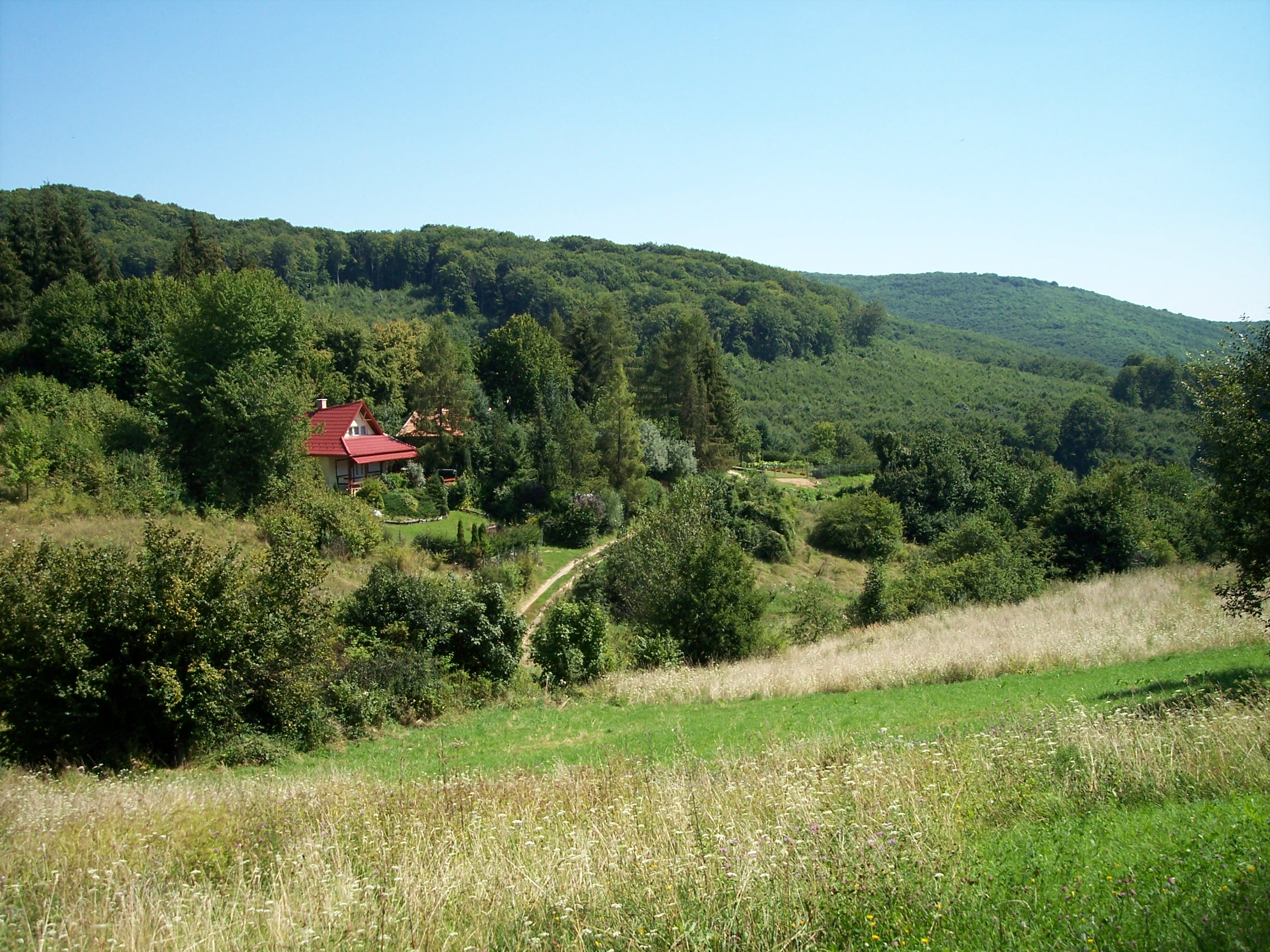
Bükkszentkereszt domborzata

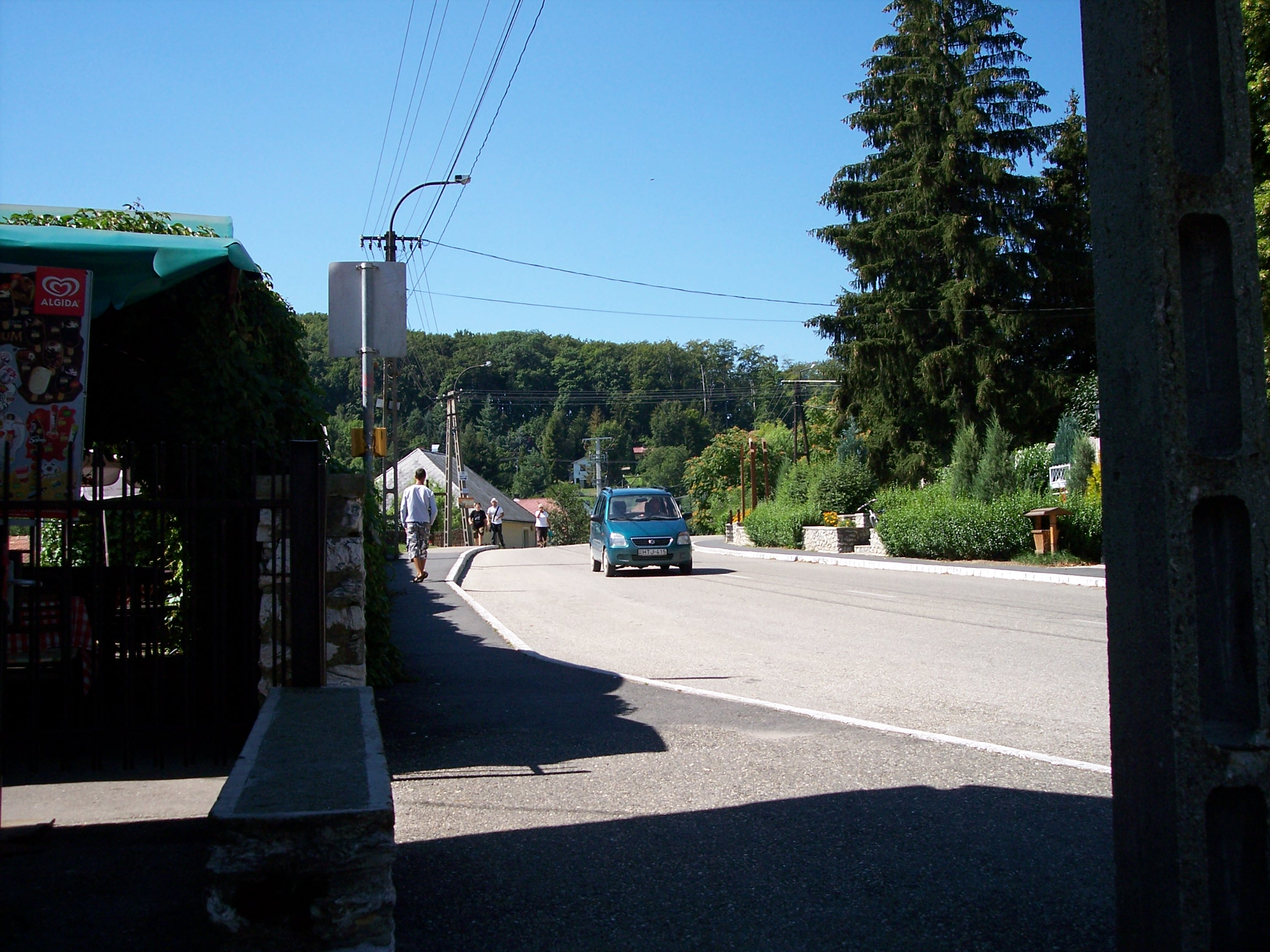
Bükkszentkereszt főutcája

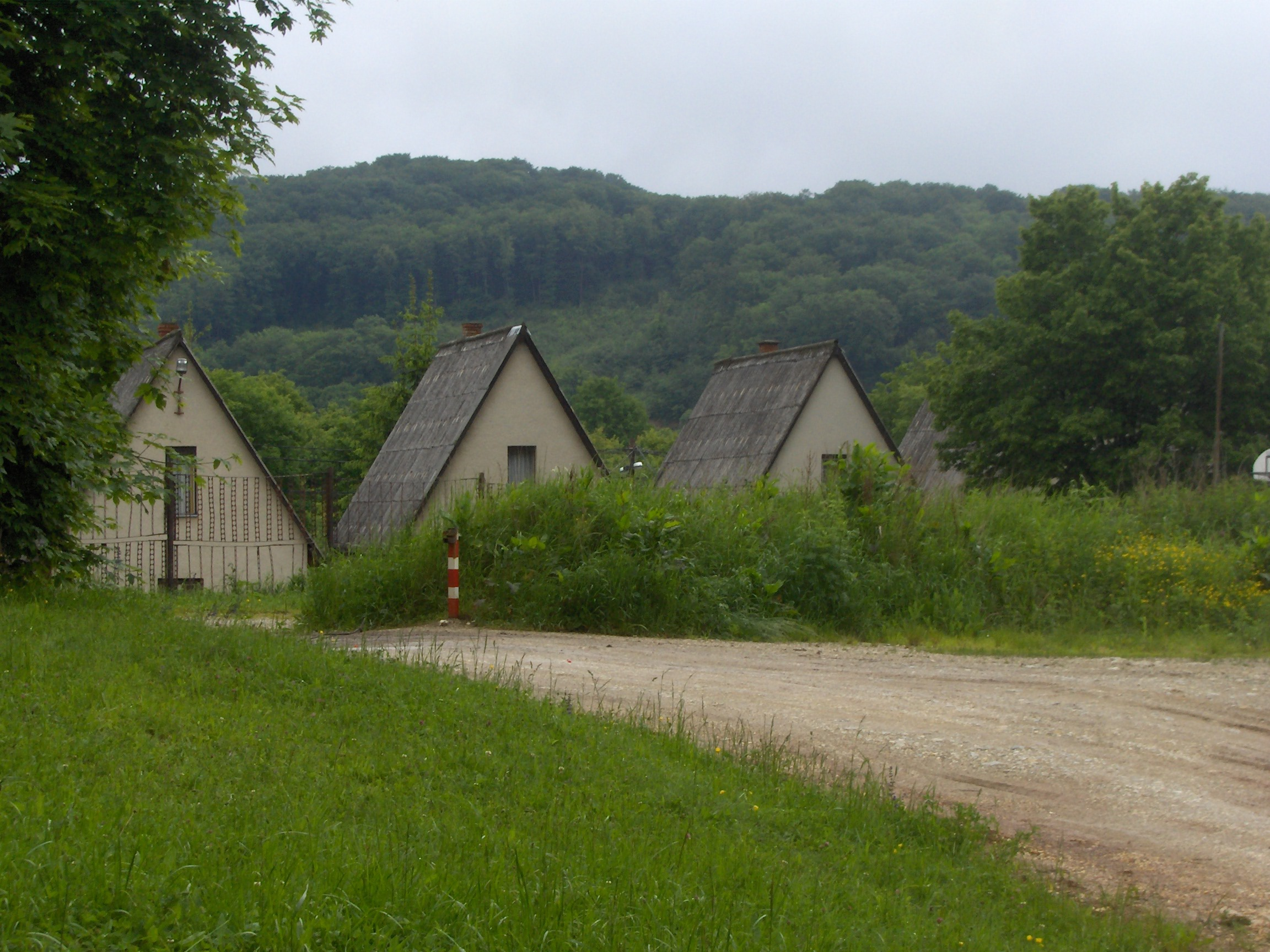
A Völgy utca

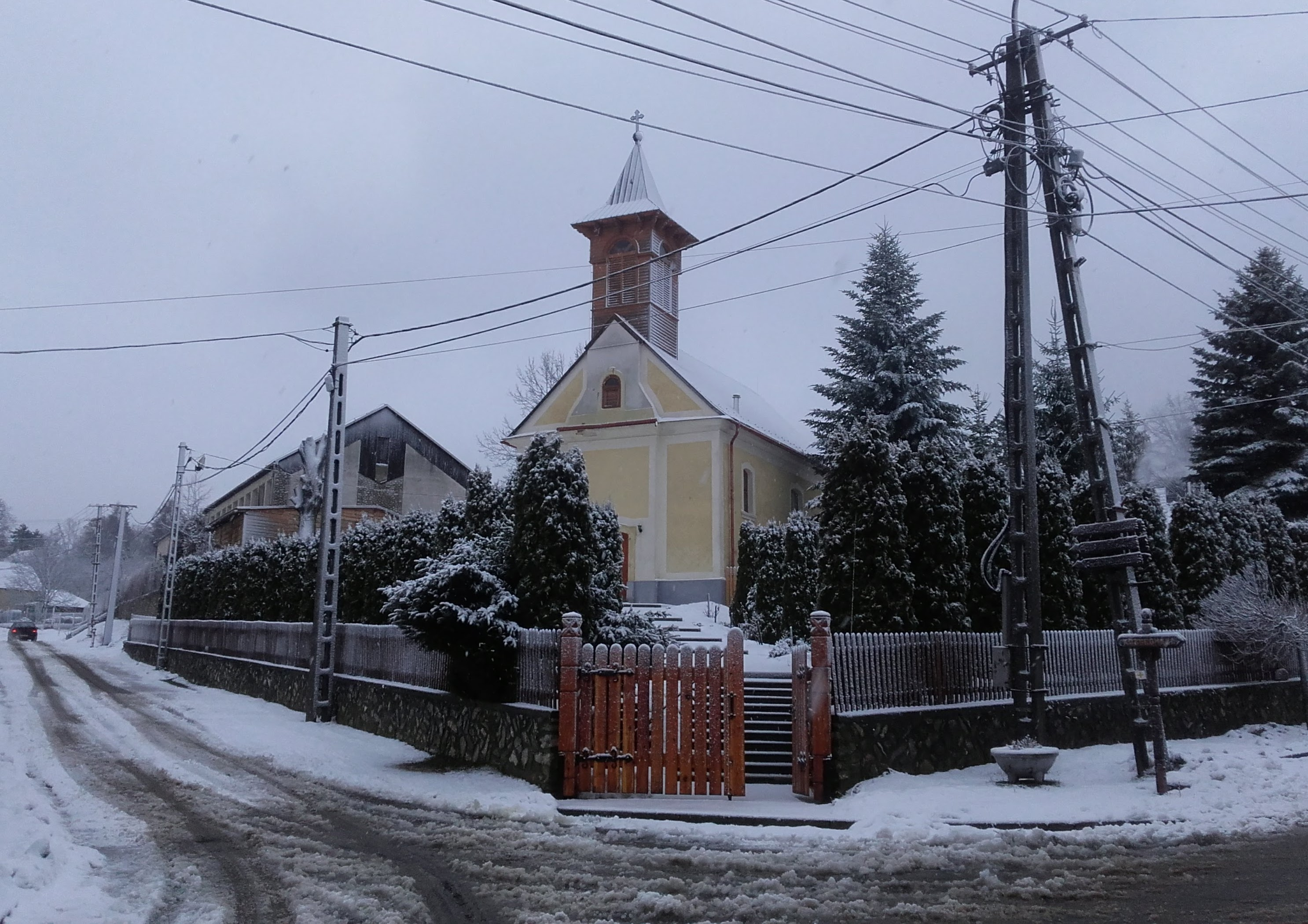
Az 1801-ben épített templom

A Bükk hegység jelentős részét 1514-ben koronauradalommá nyilvánították; az uradalom központját Diósgyőrben rendezték be. A kor szokása szerint az erdőbirtokok voltak az üveggyártás fő telepítő tényezői, mert a gyártáshoz szükséges hamuzsírt (amint ezt neve is mutatja) fa hamujából állították elő. Ma a Bükki Üveghuták Ipartörténeti Múzeumában lehetőség nyílik a fennmaradó emlékek megismerésére.
A hegység viszonylag száraz déli lejtőin az üveg gyártására épített huták körül alakultak ki a falvak a 18. században, először a mai Bükkszentlászlón (eredeti neve Hutta, később Óhuta volt), majd Bükkszentkereszten (eredeti neve Újhuta volt), utána Répáshután, végül a mára elpusztult Gyertyánvölgyben (a helyén most turistapihenő áll.)
A község tulajdonképpeni alapítójának Simonides Jánost, az itt már meglévő üveghuta egyik (második?) bérlőjét tekinthetjük, az alapítás évének pedig 1755-öt; az első bérlő Sztraka Ferenc volt. A hutában főleg szlovák és ruszin munkások dolgoztak. Újhután egyidőben csak szlovákok laktak; a lakosság egy része mai is szlovák anyanyelvű. Az itt élők szabad emberek voltak, nem uradalmi szolgáknak, hanem szakmunkásoknak tekintették, és ezt a jogukat a szepesi magyar királyi kamara 1735-ben megerősítette.
A fából épült, zsindellyel fedett műhelyben ablaküveget és öblösüvegeket egyaránt gyártottak; utóbbiakat formába fúvó eljárással. Simonides János bérlősége alatt, a huta virágkorában a munkások száma meghaladta a 30-at is. Ebben az időben ez volt Borsod vármegye második legnagyobb ipari üzeme (az ómassai vasgyár után). A műhely 1774-ben leégett, de a koronauradalom és a vármegye anyagi támogatásával újjáépítették, és 1775-ben újra termelni kezdett. 1796-ban bezárták, és az üzemet Répáshutára telepítették át (ahol 1834-ig működött).
Simonides igyekezett gondoskodni falujáról, fakápolnát, kocsmát és kuglipályát is építtetett, saját költségén szlovák nyelvű papot hozatott. A kápolna mintegy húsz év múlva leomlott. A helyén 1800–1801-ben új kőtemplomot emeltek; a berendezés nagy részét az 1786-ban feloszlatott pálos rend diósgyőri kolostorából hozták át. A falu gyorsan fejlődött, ahogy egymás után települtek be a környéken dolgozó favágók és más erdei munkások (mészégetők, szénégetők). A lakosok száma az 1790-es években elérte a 274 főt (Óhutának ebben az időben 283 lakosa volt).
Mivel a koronauradalomban csak római katolikus vallású munkásokat alkalmaztak, a falu lakosainak nagy többsége mindig katolikus volt. 1895-ben a római katolikus plébános nyomására a szlovák lakosok elkezdték magyarosítani neveiket. A régi, szlovák családnevek mára szinte kivesztek, viszont feltűnően gyakoriak a Petőfi, Rákóczi, Kinizsi stb. „történelmi nevű” családok.
A falu határa 4697 kataszteri hold területű, de ebből csak 180 hold volt a lakosoké, a többi a koronauradalom (erdőkincstár) tulajdona. Föld híján a falusiak főleg favágással, szén- és mészégetéssel, fuvarozással foglalkoztak – máig élnek itt mészégetők. Az uradalom megszűnése újabb fejlődésre nyújtott lehetőséget; a falu a 19. század közepétől felvirágzott. Lakossága 1939-ben elérte az 1536 főt: közülük 1526 volt római katolikus (hat görögkatolikus, négy pedig református).
Az első községházát a millennium évében építették. Mivel ez kicsinek bizonyult, 1943-ban lebontották, és helyette nagyobbat építettek. Az 1930-as évektől a község kezdett a turizmusra is berendezkedni. Az első panzióból később reprezentatív üdülő, majd turistaház, aztán fogadó lett.
A település 1940. február 16-án vette fel a Bükkszentkereszt nevet. A szlovák etnikumú Bükkszentkeresztről az 1940-es évek elején a jobb élet reményében átköltöztek családok Csehszlovákiába, nagy részük Rozsnyó környékére.
1949-ben villamosították; mozija 1951-ben nyílt meg, a könyvtár pedig 1968-ban. A vezetékes vízhálózatot 1969-ben építették ki; a 310 m szintkülönbséget légcsőrendszer beiktatása nélkül hidalták át. Ugyanebben az évben 180 üdülőtelket parcelláztak ki. 1970-ben építették meg a kisdéli sífelvonót; a következő évben a falut az 1026/971. kormányhatározat országos jelentőségű üdülőterületű községgé nyilvánította. 1973-ban megépítették az orvosi rendelőt; megnyílt az orvosi tanácsadó szolgálat. A higanygőzlámpás közvilágítását két ütemben (1973, 1986) építették ki. 1980-ban új, 50 gyereket befogadó óvodát építettek. 1984-ben a temetőben ravatalozót építettek; azóta nem kell a halottakat a temetésig otthon tartani.
A falut 1985-ben kötötték be a vezetékes telefonhálózatba. 1986-ban alakították ki az idősek napközi otthonát. 1987-ben nyílt meg a napközis étterem. Ugyanebben az évben építették meg az iskola tornatermét is.

## Közélete

### Polgármesterei
- 1990–1994: Bodnár Tibor (SZDSZ)[6]
- 1994–1998: Bodnár Tibor (független)[7]
- 1998–2002: Halász Rezső (független)[8]
- 2002–2006: Halász Rezső (független)[9]
- 2006–2010: Halász Rezső (független)[10]
- 2010–2014: Jámbor Flórián (független)[11]
- 2014–2019: Jámbor Flórián (független)[12]
- 2019–2024: Solymosi Konrád Ferenc (független)[13]
- 2024– : Solymosi Konrád Ferenc (független)[1]

### Híres emberek
- Eszlári Gergely (1983-): a magyar felnőtt férfi vízilabda-válogatott gyúrója, világbajnok, Európa-bajnok, olimpiai 3. helyezett, Universiade-győztes.

## Népesség
A település népességének változása:
| Lakosok száma | 1234 | 1207 | 1206 | 1139 | 1096 | 1133 | 1140 |
|               | 2013 | 2014 | 2015 | 2021 | 2022 | 2023 | 2024 |

2001-ben a településen a lakosságnak 80%-át magyar, a 20%-át szlovák származású emberek alkották. Ezenkívül 1, magát cigánynak valló személy is élt a településen.
A 2011-es népszámlálás során a lakosok 81,3%-a magyarnak, 0,4% németnek, 0,2% románnak, 22,1% szlováknak mondta magát (18,3% nem nyilatkozott; a kettős identitások miatt a végösszeg több lehet 100%-nál). A vallási megoszlás a következő volt: római katolikus 55,6%, református 4,6%, görögkatolikus 0,6%, evangélikus 0,3%, felekezeten kívüli 8% (28,3% nem válaszolt).
2022-ben a lakosság 92,7%-a vallotta magát magyarnak, 27,9% szlováknak, 0,7% németnek, 0,4% ukránnak, 0,1-0,1% horvátnak, örménynek, románnak, ruszinnak, cigánynak, szlovénnek és szerbnek, 2,8% egyéb, nem hazai nemzetiségűnek (6,7% nem nyilatkozott; a kettős identitások miatt a végösszeg nagyobb lehet 100%-nál). Vallásuk szerint 47,2% volt római katolikus, 5,8% református, 2,1% görög katolikus, 1,2% egyéb keresztény, 0,3% evangélikus, 7,1% felekezeten kívüli (35% nem válaszolt).

## Gazdasági élet
A lakosok többsége hagyományosan:
- mészégetéssel,
- szénégetéssel, illetve
- fuvarozással keresi kenyerét.

Néhányan Miskolcra járnak be dolgozni. Mind többen élnek a fejlődő idegenforgalomból.

### Turizmus
- A Bükkszentkereszten található Hollóstető a Bükk-vidék egyik legszebb üdülőhelye, ahol turistaház és hegyi kemping várja a természet kedvelőit.
- A tiszta, magaslati levegő kedvezően hat a pajzsmirigy működésére; a levegőkúrával enyhíthetők a bazedov-kór tünetei. Hasonképp előnyösen hat egyes légzőszervi megbetegedésekre (asztma), ezért a falut szubalpin gyógyhellyé minősítették. A vérszegénység gyógyításában előkúrának javasolják.
- A téli sportok kedvelőinek népszerű üdülőhelye.
- A településen található a fokozottan védett Pénz-pataki-víznyelőbarlang és a megkülönböztetetten védett Rejteki 1. sz. kőfülke is.

## Látnivalók

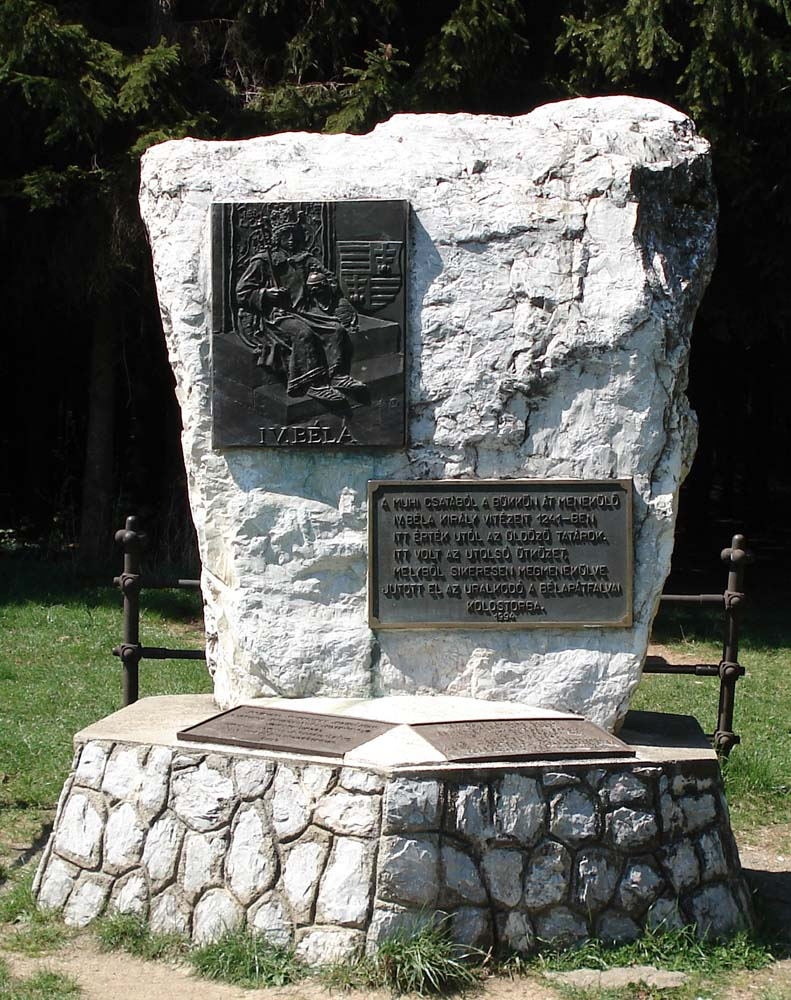
IV. Béla emlékműve a Lófő-tisztáson

- A bükki üveghuták ipartörténeti múzeuma és tájház 1989 júliusában nyílt meg egy 1870 táján épült csordaházban. A több mint 400 darabból álló gyűjtemény zömét az alapító, Balog Sándor gyűjtötte. A múzeumot bensőséges kis ünnepségen nyitották meg 1989. július 1-jén.
- A gyertyánvölgyi üveghuta rekonstrukciója
- Hegyikockák kiállítás és játszósarok. 8 m²-es terepasztal, távirányítós vonatok, kaszkadőr autó, appról vezérelhető robot stb. A kiállítás egy épületben található a bükki üveghutákat bemutató kiállítással.
- Szabadtéri néprajzi gyűjtemény
- Kitömött állatok, helyi fafaragók és ásványok kiállítása
- Kosáryné Réz Lola háza
- IV. Béla emlékműve a Lófő-tisztáson, ahol állítólag utoljára ütközött meg a tatárokkal
- Boldogasszony köve
- Kilátó
- A bükki füvesember (Szabó Gyuri bácsi) gyógynövénykertje – látogatható
- Millenniumi emlékpark: A park közepén álló, fából faragott emlékművet Császári Domokos helybéli vállalkozó tervezte, és 2000-ben, a falu alapításának 245. évfordulójára állították föl a falu főutcáján, a Kossuth Lajos úton. Az emlékművet körülvevő, stilizált kapuval megszakított alacsony kőfalat helybéli közhasznú munkások építették. A falu vezetői a megnyitó ünnepségen, 2000. szeptember 16-án vették át a millenniumi országzászlót. A művész alkotásában a falu múltjának három szimbólumát komponálta egységbe:
  - a hutaüveggyártásra utaló üvegpoharat,
  - a lakosság hagyományos mesterségére utaló mészégető kemencét és
  - a falu nevét adó keresztet.

## A település az irodalomban, filmekben
- A település lényeges helyszín Kondor Vilmos magyar író Budapest noir című bűnügyi regényében.

## Képtár

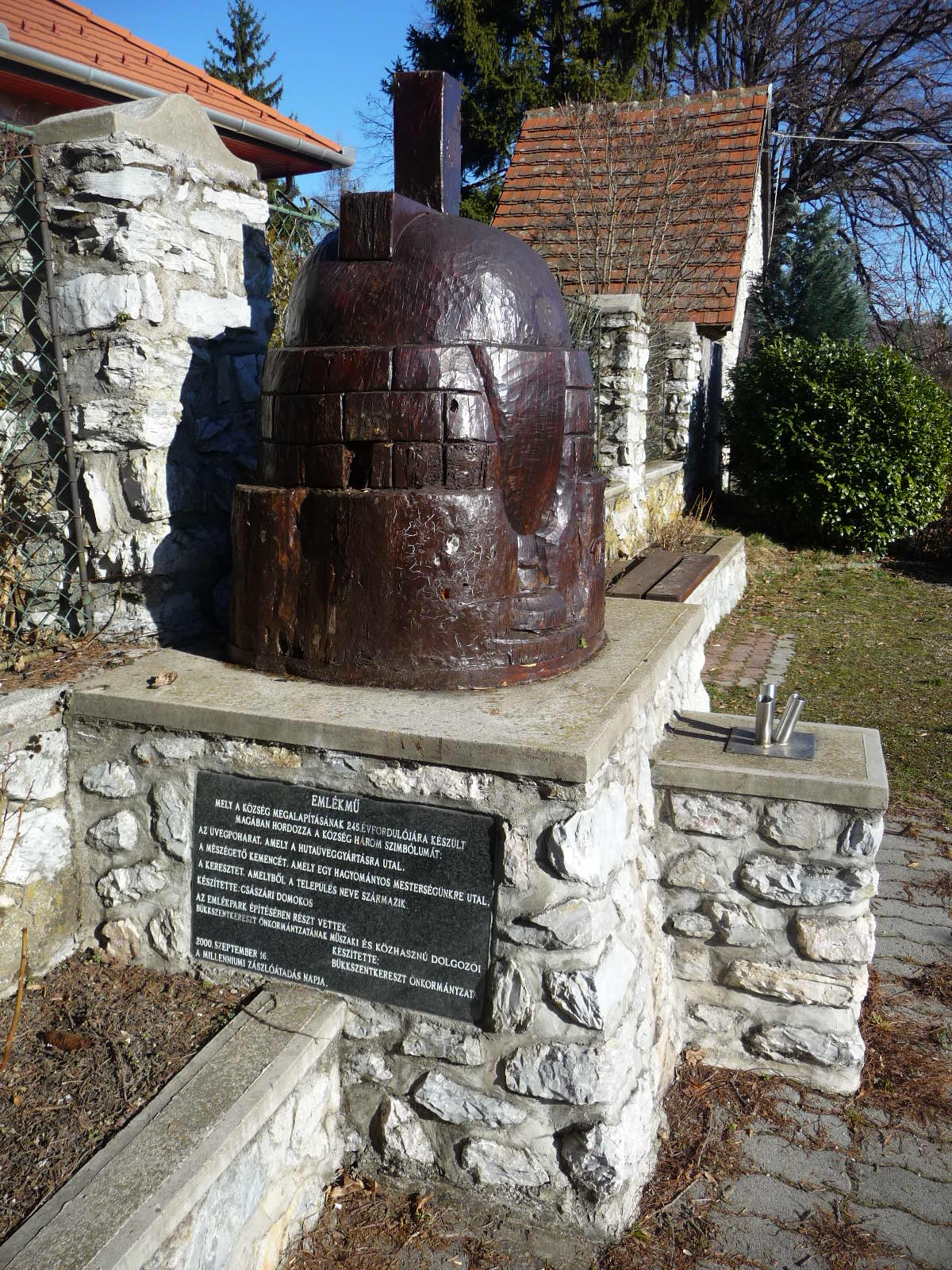
A falu alapításának emlékműve
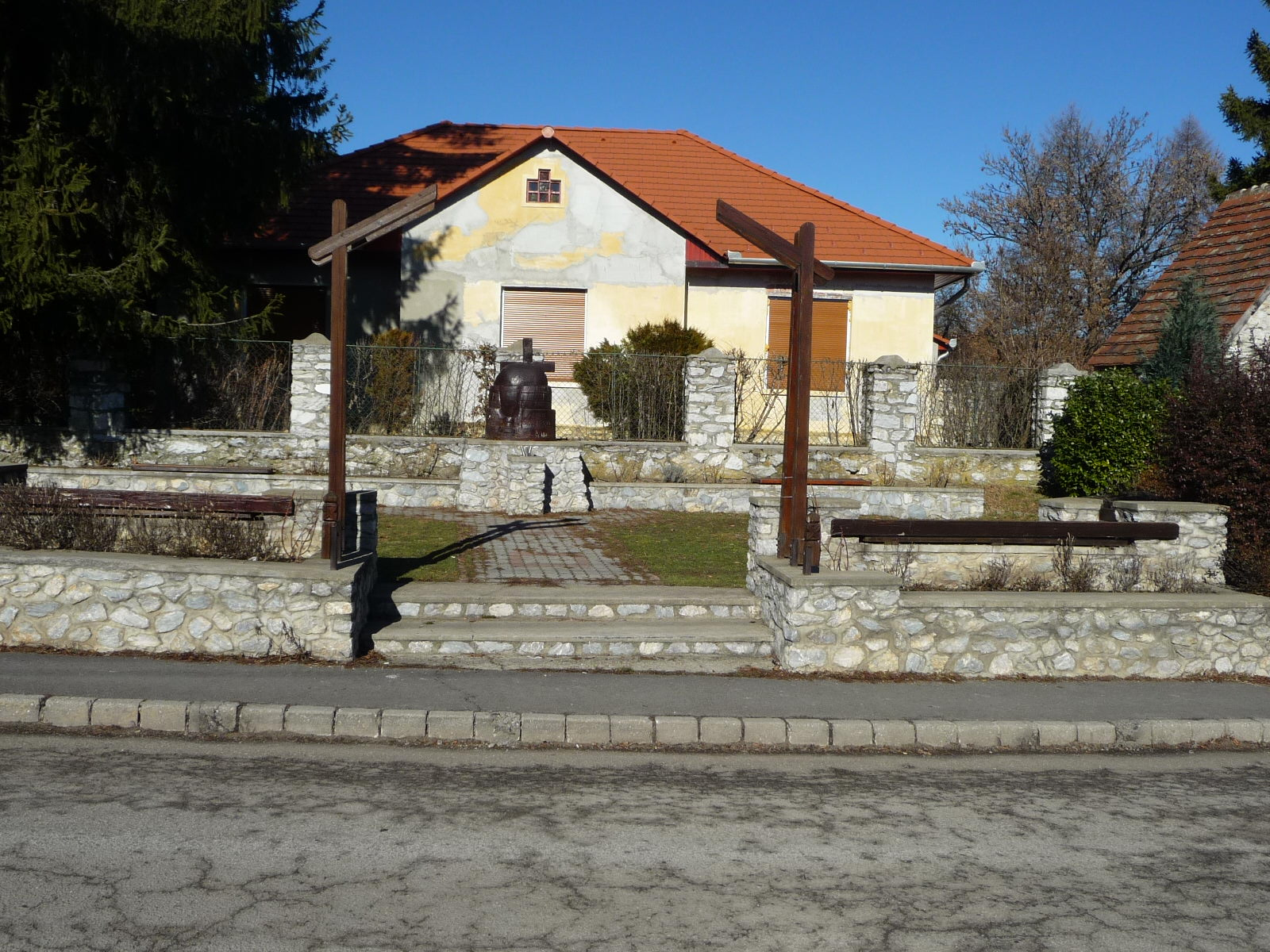
A millenniumi emlékpark
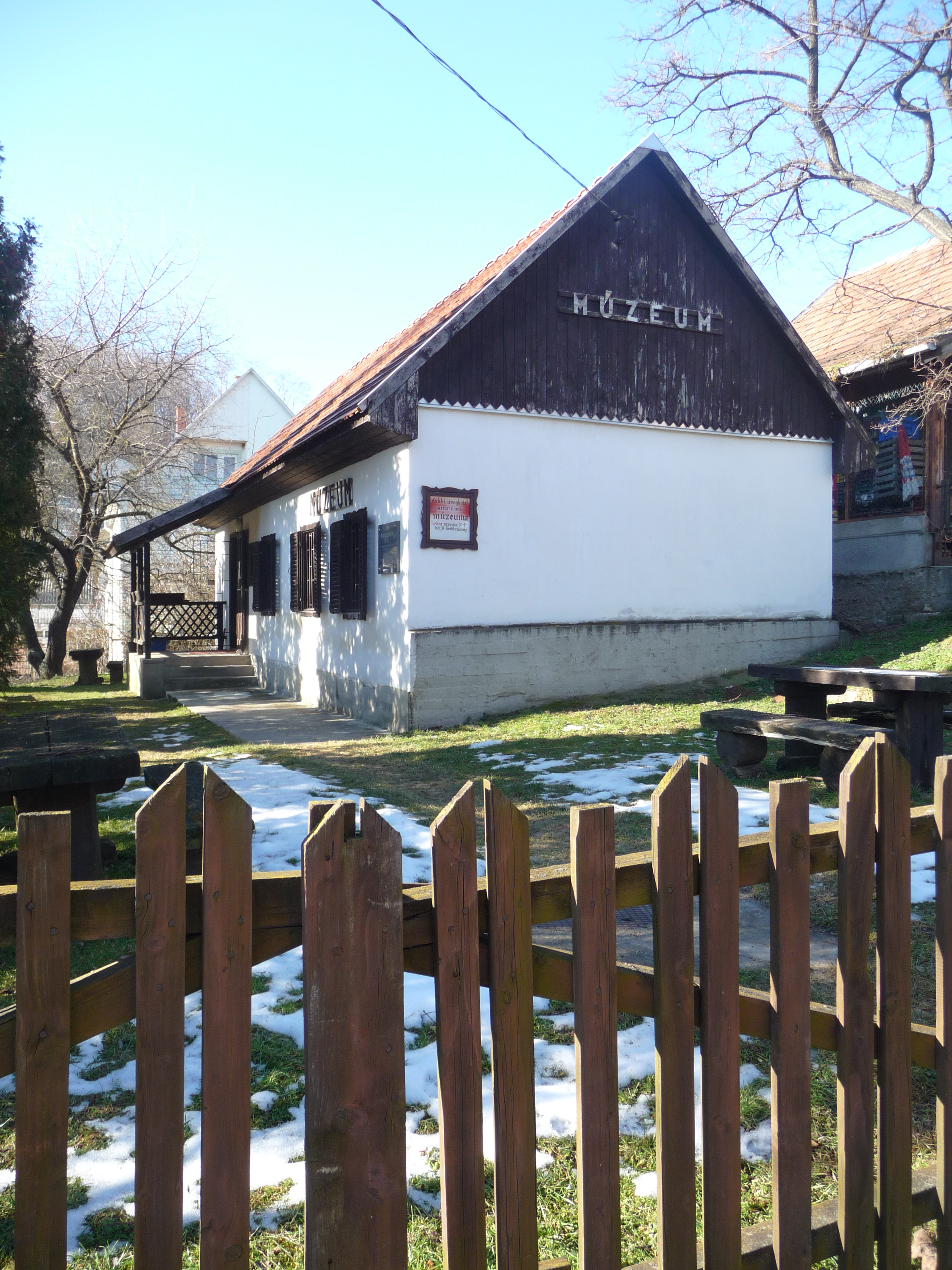
A múzeum
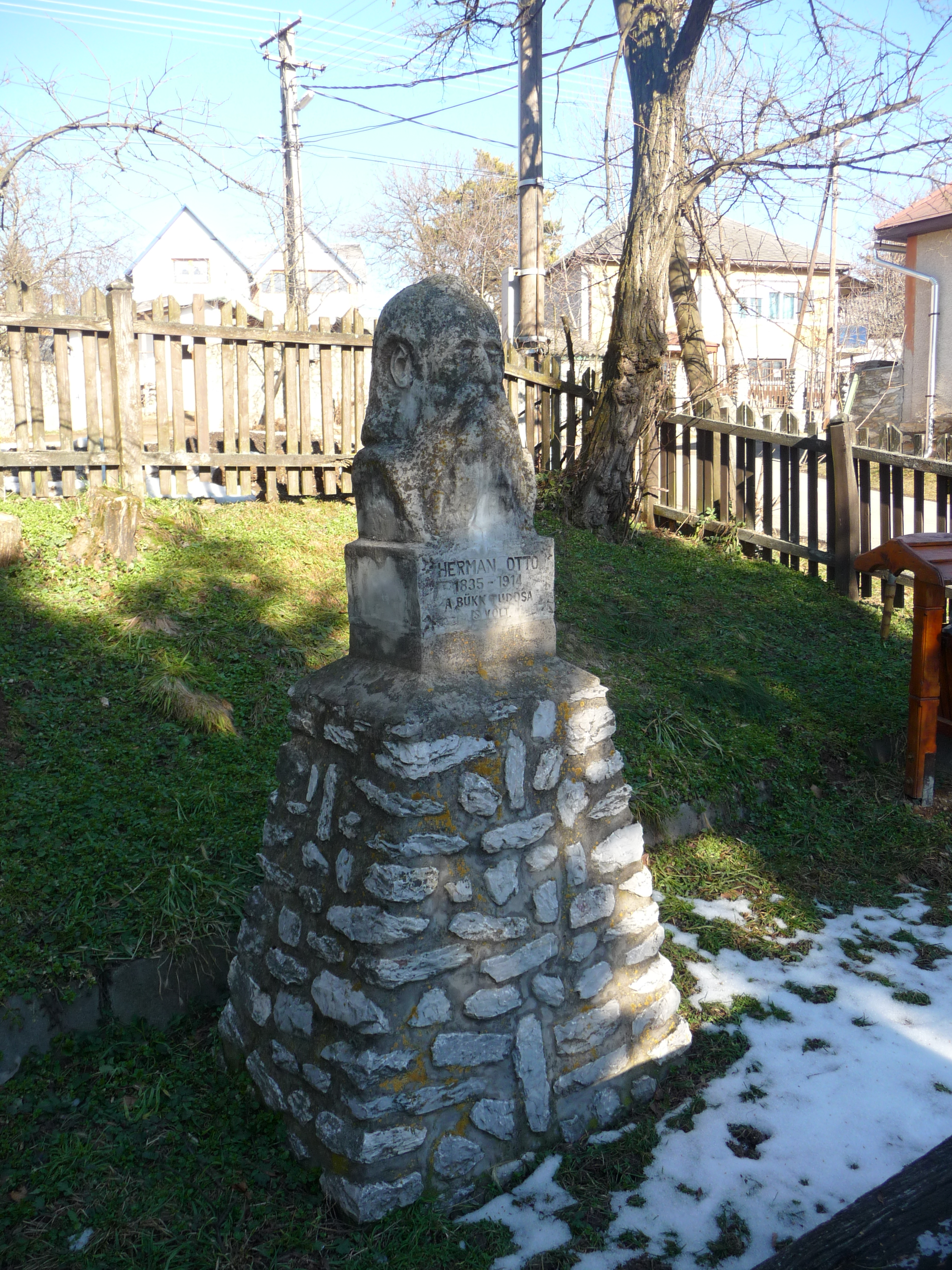
Herman Ottó emlékműve a múzeum kertjében
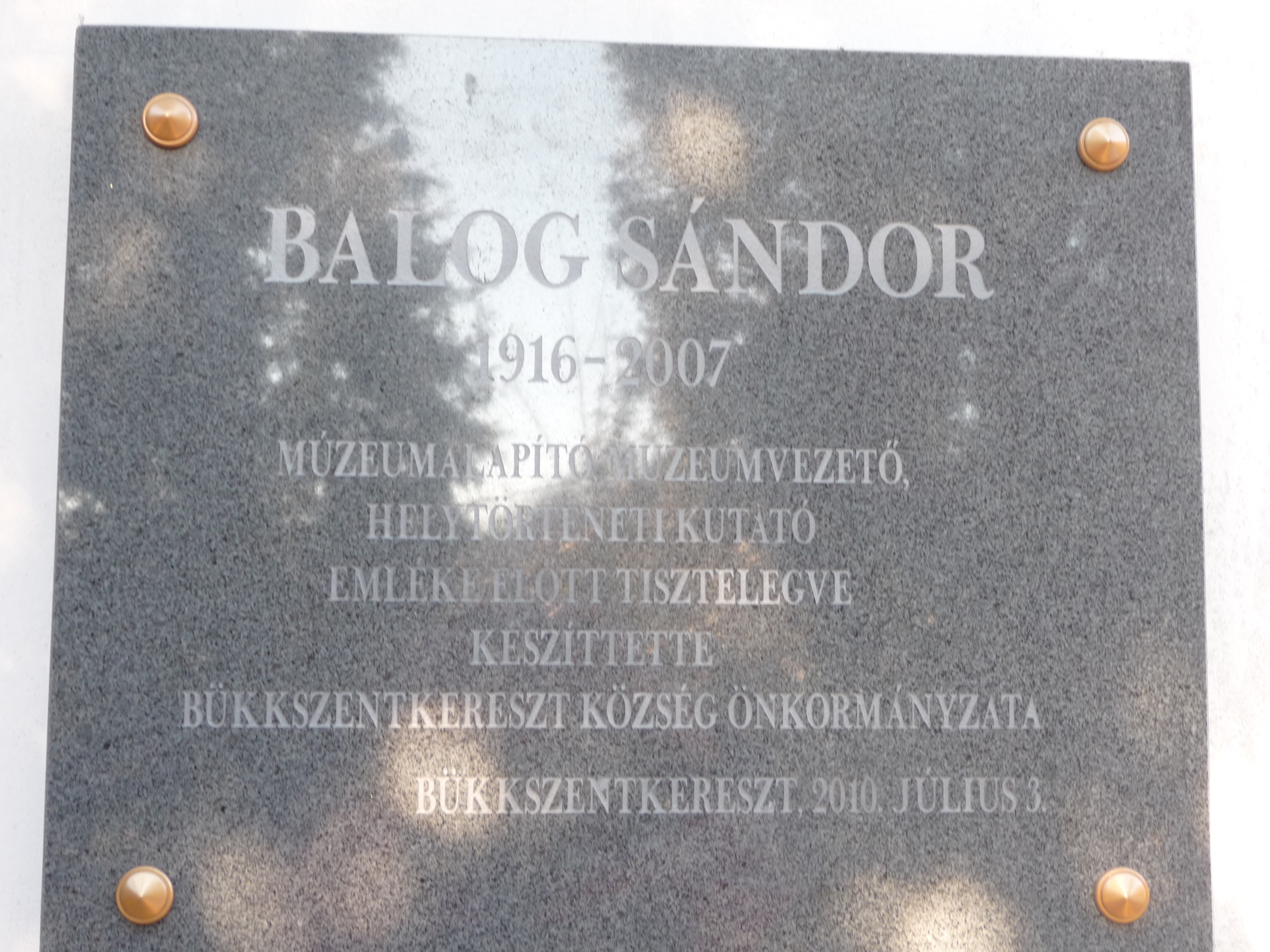
A múzeumot alapító Balog Sándor emléktáblája